# Pernes (Pas de Calais)
|  | Per a altres significats, vegeu «Pernes». |

Pernes és un municipi francès al departament del Pas de Calais (regió dels Alts de França). L'any 2007 tenia 1.655 habitants.

## Demografia

### Població
El 2007 la població de fet de Pernes era de 1.655 persones. Hi havia 618 famílies de les quals 172 eren unipersonals (48 homes vivint sols i 124 dones vivint soles), 179 parelles sense fills, 203 parelles amb fills i 64 famílies monoparentals amb fills. La població ha evolucionat segons el següent gràfic:

### Habitatges
El 2007 hi havia 692 habitatges, 633 eren l'habitatge principal de la família, 17 eren segones residències i 42 estaven desocupats. 649 eren cases i 41 eren apartaments. Dels 633 habitatges principals, 434 estaven ocupats pels seus propietaris, 176 estaven llogats i ocupats pels llogaters i 23 estaven cedits a títol gratuït; 2 tenien una cambra, 24 en tenien dues, 73 en tenien tres, 168 en tenien quatre i 366 en tenien cinc o més. 468 habitatges disposaven pel capbaix d'una plaça de pàrquing. A 322 habitatges hi havia un automòbil i a 187 n'hi havia dos o més.

### Piràmide de població
La piràmide de població per edats i sexe el 2009 era:
| Homes | Edats   | Dones |
| ----- | ------- | ----- |
| 4     | 95 o +  | 4     |
| 4     | 90 a 94 | 12    |
| 8     | 85 a 89 | 36    |
| 24    | 80 a 84 | 32    |
| 16    | 75 a 79 | 52    |
| 44    | 70 a 74 | 52    |
| 40    | 65 a 69 | 56    |
| 24    | 60 a 64 | 24    |
| 24    | 55 a 59 | 20    |
| 32    | 50 a 54 | 40    |
| 44    | 45 a 49 | 48    |
| 68    | 40 a 44 | 40    |
| 68    | 35 a 39 | 60    |
| 44    | 30 a 34 | 36    |
| 60    | 25 a 29 | 88    |
| 48    | 20 a 24 | 48    |
| 60    | 15 a 19 | 44    |
| 52    | 10 a 14 | 64    |
| 44    | 5 a 9   | 36    |
| 28    | 0 a 4   | 52    |

## Economia
El 2007 la població en edat de treballar era de 977 persones, 672 eren actives i 305 eren inactives. De les 672 persones actives 593 estaven ocupades (349 homes i 244 dones) i 79 estaven aturades (31 homes i 48 dones). De les 305 persones inactives 68 estaven jubilades, 95 estaven estudiant i 142 estaven classificades com a «altres inactius».

### Ingressos
El 2009 a Pernes hi havia 636 unitats fiscals que integraven 1.550,5 persones, la mediana anual d'ingressos fiscals per persona era de 14.665 €.

### Activitats econòmiques
Dels 90 establiments que hi havia el 2007, 5 eren d'empreses extractives, 4 d'empreses alimentàries, 2 d'empreses de fabricació d'altres productes industrials, 7 d'empreses de construcció, 24 d'empreses de comerç i reparació d'automòbils, 2 d'empreses de transport, 6 d'empreses d'hostatgeria i restauració, 5 d'empreses financeres, 3 d'empreses immobiliàries, 3 d'empreses de serveis, 19 d'entitats de l'administració pública i 10 d'empreses classificades com a «altres activitats de serveis».
Dels 28 establiments de servei als particulars que hi havia el 2009, 1 era una oficina d'administració d'Hisenda pública, 1 oficina de correu, 3 oficines bancàries, 3 tallers de reparació d'automòbils i de material agrícola, 2 autoescoles, 3 paletes, 3 guixaires pintors, 1 electricista, 7 perruqueries, 1 veterinari, 1 restaurant i 2 salons de bellesa.
Dels 12 establiments comercials que hi havia el 2009, 1 era un hipermercat, 4 fleques, 2 carnisseries, 1 una peixateria, 1 una llibreria, 1 una sabateria i 2 floristeries.
L'any 2000 a Pernes hi havia 4 explotacions agrícoles.

## Equipaments sanitaris i escolars
L'únic equipament sanitari que hi havia el 2009 era una farmàcia. El 2009 hi havia 1 escola maternal i 2 escoles elementals. Pernes disposava d'un col·legi d'educació secundària amb 293 alumnes.

## Poblacions més properes
El següent diagrama mostra les poblacions més properes.